# Зубцово (Пригородное сельское поселение)
Зубцово — деревня в Сокольском районе Вологодской области на реке Глушица.
Входит в состав Пригородного сельского поселения, с точки зрения административно-территориального деления — в Пригородный сельсовет.
Расстояние по автодороге до районного центра Сокола — 11 км, до центра муниципального образования Литеги — 26 км. Ближайшие населённые пункты — Медведево, Репное, Выползово.
По переписи 2002 года население — 15 человек.